# Battaglia di al-Busayya
La battaglia di al-Busayya è stata combattuta il 26 febbraio 1991, durante la Guerra del Golfo, tra mezzi corazzati degli Stati Uniti d'America e mezzi corazzati iracheni.

## Al-Busayya
La battaglia prende il nome dalla cittadina di al-Busayya (in arabo ﺍﻟبساية‎?), formata da quattordici o quindici edifici, situata in un importante crocevia nord-sud strategico e, in seguito, trasformata in una roccaforte dai soldati iracheni. A difesa della cittadina gli iracheni avevano posizionato un battaglione di soldati, rinforzati con 11 carri armati ed altri 12 mezzi corazzati. I soldati avevano inoltre sistemato nidi di mitragliatrici pesanti e difese posizionate lungo trincee che si estendevano per millecinquecento metri a sud della cittadina.

## Unità

### Stati Uniti
- 2ª Brigata ("Iron Brigade") della 1ª Divisione corazzata

### Guardia Repubblicana irachena
- Un battaglione di fanteria
- 11 carri armati
- 12 mezzi corazzati

## Battaglia
Alle 06:30 del 26 febbraio la 2ª Brigata statunitense cominciò l'avanzata verso la periferia di al-Busayyah. Alle 07:40 i colpi dei mortai americani alzarono delle cortine fumogene sulle prime linee irachene. Molti soldati iracheni si arresero subito mentre altri si rifugiarono nelle case. Il Battaglione statunitense in avanscoperta si ritrovò così sotto il fuoco di armi leggere, quasi del tutto inefficace contro gli statunitensi.
Una compagnia del battaglione, sul fianco sinistro, incontro due T-55 più altri mezzi cingolati e soldati iracheni. Quando i carri armati americani attaccarono, i nemici si arresero subito.
La Compagnia B ben presto avvistò diversi carri armati e camion militari, oltre ad un carro T-62, nella periferia a nord. La Compagna attaccò e come risposta ricevette nuovamente qualche colpo di armi leggere e i colpi di un mortaio iracheno che però esplosero a circa centocinquanta metri dalle loro posizioni.
Il gruppo meccanizzato Blacksheep avanzò sul fianco destro. Durante le manovre catturò diversi soldati iracheni e segnalò due BRDM ma non ingaggiò perché la presenza della fanteria nemica non era stata confermata. Distrusse però un T-55 abbandonato colpendolo a breve distanza. Rallentati da ciò che sembrava un campo minato, il gruppo si riunì al resto della brigata nella periferia nord della cittadina.
Per sopprimere la resistenza irachena nella cittadina i soldati americani richiesero il fuoco dell'artiglieria lancia missili. Alle 08:50 l'artiglieria completò il lavoro e la Brigata americana poté procedere verso nord-est. Il giorno seguente avrebbe combattuto nella battaglia di Medina Ridge.